# Greenwood (Floryda)
Greenwood – miasto w Stanach Zjednoczonych, w stanie Floryda, w hrabstwie Jackson.